# フルクタン

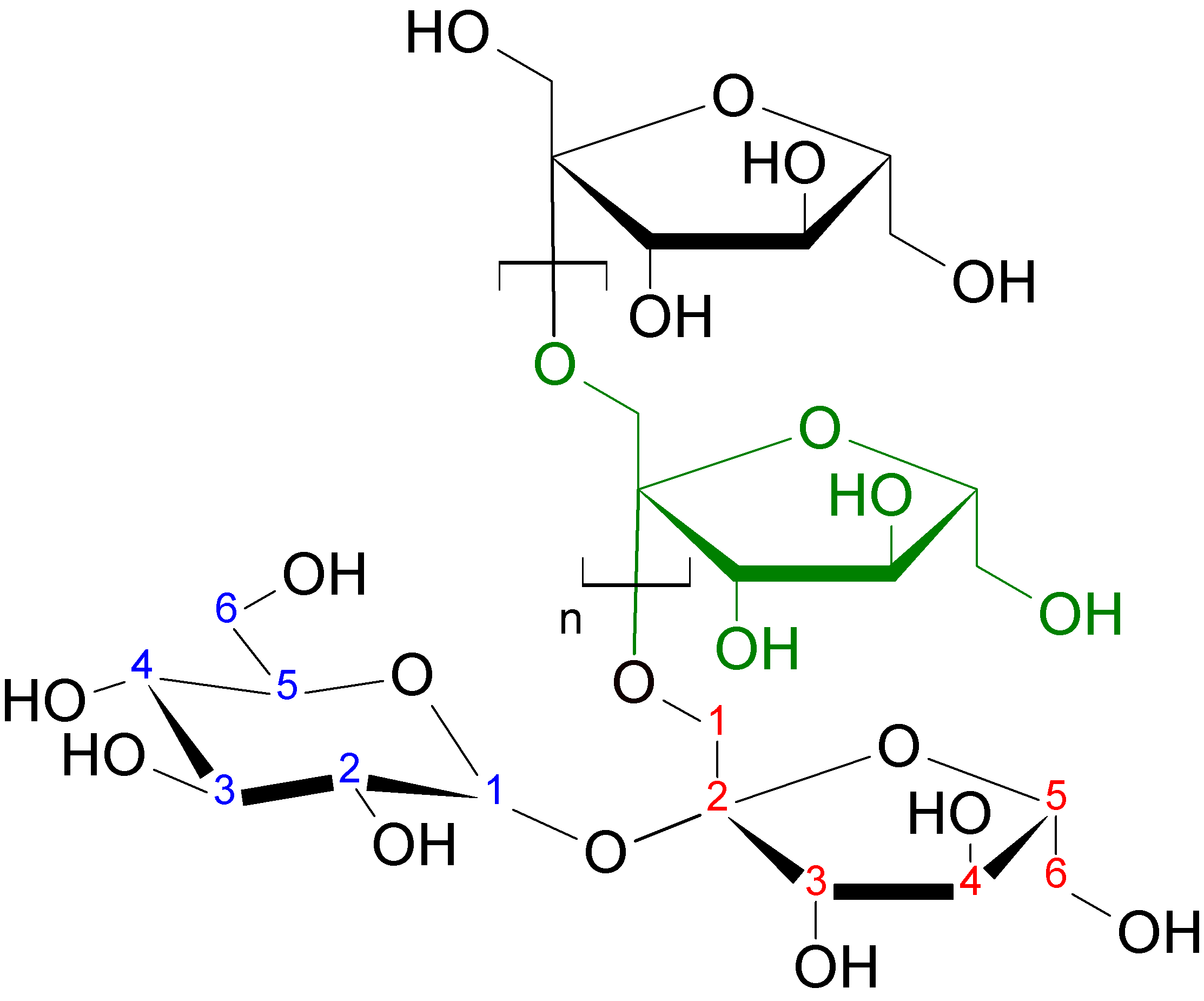
イヌリンの構造

フルクタン（Fructan）は、フルクトース分子の重合体である。ラッキョウ、アーティチョーク、アスパラガス、サヤマメ、リーキ、タマネギ、ワケギ、ヤーコン、小麦などの食物にも含まれている。

## タイプ
フルクタンには、3つのタイプがある。
1. イヌリン - β(2→1)グリコシド結合の直鎖状フルクタン
2. レバン - β(2→6)グリコシド結合の直鎖状フルクタン[2]
3. グラミナン - β(2→1)及びβ(2→6)グリコシド結合の分岐状フルクタン

## 機能
フルクタンは低温でも凍らないため、栄養分をフルクタンの形で蓄える植物は、寒さに耐えることができる。フルクタンは細胞膜に結合し、細胞の形を保つのに役立つ。

## 食物中の含有量
| 食材               | 含有量(%)  | 出典  |
| ------------------ | ---------- | ----- |
| キクイモ           | 16.0-20.0% | [ 3 ] |
| アーティチョーク   | 2.0-6.8%   | [ 3 ] |
| アスパラガス       | 1.4-4.1%   | [ 3 ] |
| 大麦穀粒（未熟）   | 22%        | [ 4 ] |
| チーズ・スプレッド | 4.5%       | [ 5 ] |
| チョコレート       | 9.4%       | [ 5 ] |
| タマネギ           | 1.1-10.1%  | [ 3 ] |
| ライ麦ふすま       | 7%         | [ 6 ] |
| ライ麦穀粒         | 4.6-6.6%   | [ 6 ] |
| 小麦粉             | 1-4%       | [ 4 ] |
| パスタ             | 1-4%       | [ 3 ] |
| 白パン             | 0.7-2.8%   | [ 3 ] |